# Понор (Цетинград)
Понор је насељено место у општини Цетинград, на Кордуну, Карловачка жупанија, Република Хрватска.

## Географија
Понор се налази око 7,5 км западно од Цетинграда.

## Историја
Понор се од распада Југославије до августа 1995. године налазио у Републици Српској Крајини. До територијалне реорганизације у Хрватској налазио се у саставу бивше велике општине Слуњ.

## Становништво
Према попису становништва из 2011. године, насеље Понор је имало 78 становника.

### Број становника по пописима
| Националност   | 2001. | 1991. | 1981. | 1971. | 1961. | 1953. | 1948. | 1931. | 1921. | 1910. | 1900. | 1890. | 1880. | 1869. | 1857. |
| бр. становника | 123   | 159   | 206   | 288   | 323   | 345   | 372   | 345   | 263   | 284   | 303   | 323   | 252   | 245   | 229   |